# 국가사회민주전선
국가사회민주전선(베트남어: Mặt trận Quốc gia Dân chủ Xã hội)은 1969년 창당되었다가 1975년 4월에 해산된 남베트남의 정당이다. 이 정당은 남베트남의 총통 응우옌반티에우가 1969년 5월 25일에 창당하였다. 이 정당은 창당하자 남베트남 정치, 사회 분야에 있어 급속도로 팽창하였으며, 기타 여러 자매정당들을 둠으로서 거대하게 운용되었다.

## 집권
응우옌반티에우는 자신이 남베트남의 총통에 당선되자마자, 본 정당을 창당했고, 반공주의적, 민족주의적 정책을 폈고 남베트남 민족해방전선과 북베트남의 집권 정당 베트남 공산당 호치민과 대항하였다.
아래는 국가민주사회전선 소속 남베트남 전 총통 응우옌반티에우 의 집권 초반부터 후반까지의 역사이다.

### 총통 취임

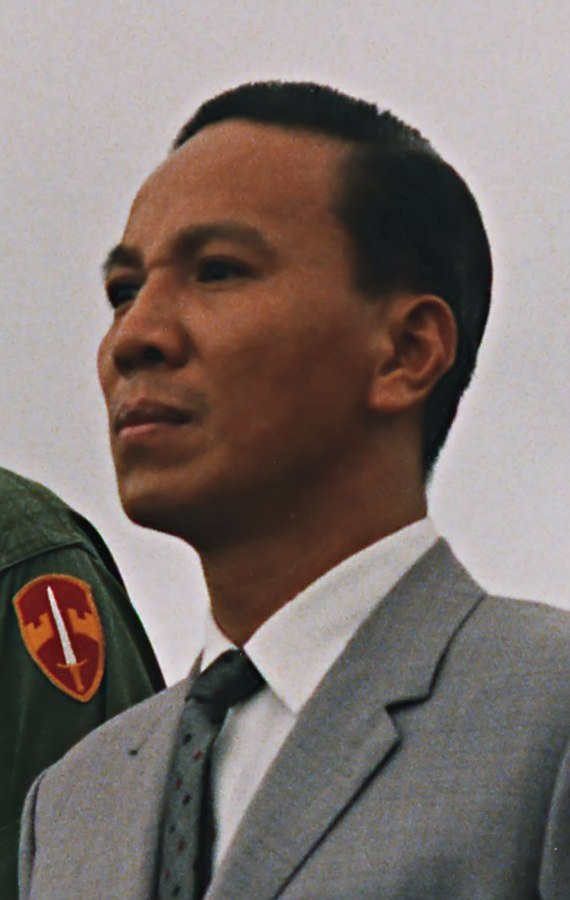
국가영도위원회 주석 시절

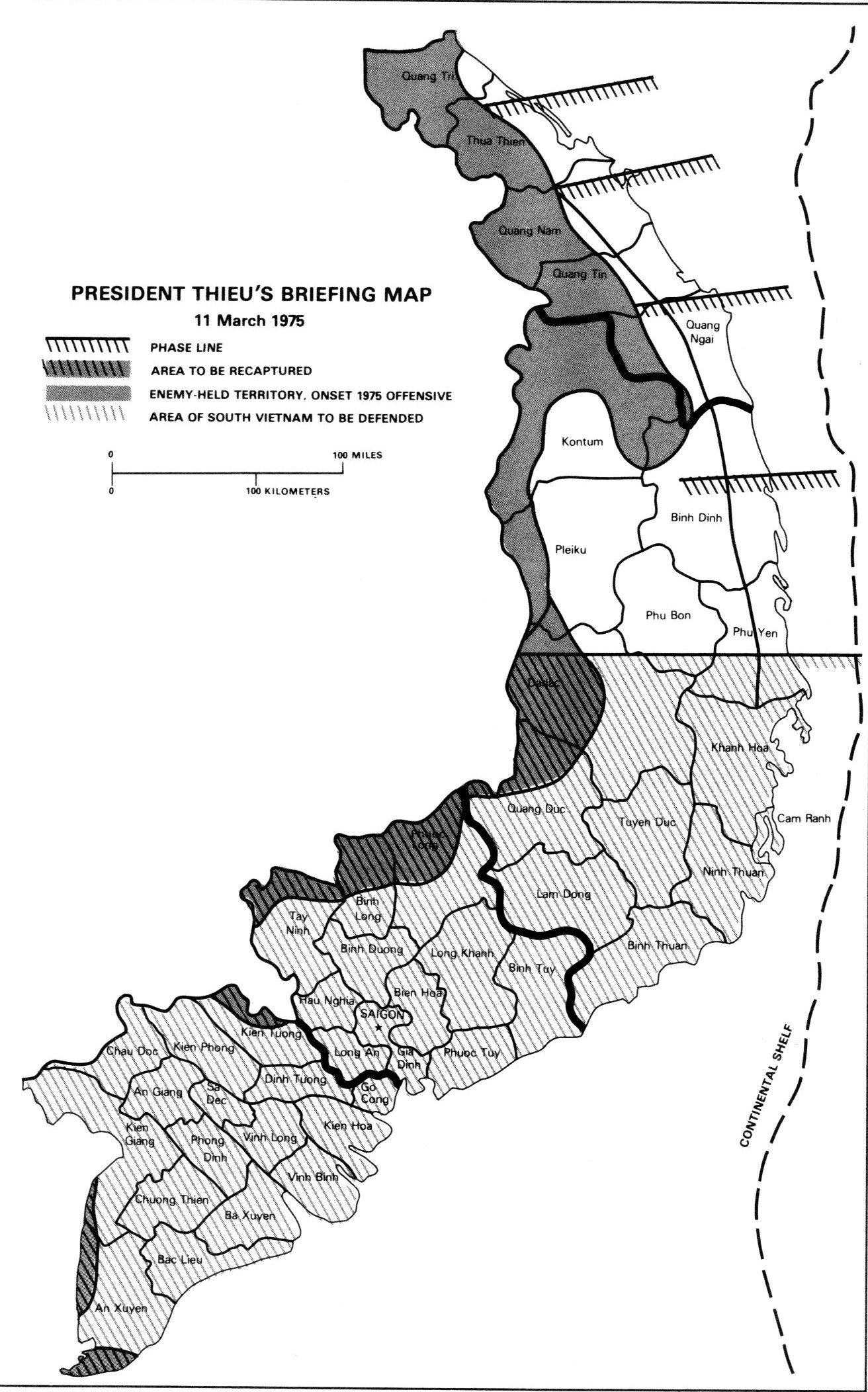
베트남 전쟁 당시 그의 브리핑 지도

베트남 공화국(남베트남)의 장군이였을 때 1960년 군사 쿠데타를 기도하였으나 실패하였다. 1960년 남베트남 육군 제7사단장, 1961년 제1사단장이 되었다. 그 뒤 1963년에 발생한 군사 쿠데타에 응우옌까오끼와 함께 베트남 공화국의 실권을 잡아, 1964년 응우옌카인 정권에서 육군 제4군단장을 거쳐 남베트남의 육군 총참모장, 1965년 판후이꾸앗 정부의 부수상 겸 국방총장을 지냈다. 65년 6월 판후이꾸앗 정부 붕괴 후 군사 정권에서 국가영도위원회 주석(국가원수)으로 취임했다.
국가영도위원회 주석 취임 직후부터 미국 등 각지에 사절을 파견하여 베트남 파병 지원을 적극 요청하였다. 그 후, 베트남 전쟁중에 1967년 군사 정권이 공표한 새 헌법에 따라 1967년 9월 3일에 실시된 총통 선거에서 38%의 득표를 얻어 총통 선거에서 당선되었으며, 1971년 선거에서는 만장일치로 재선이 되었다.

### 집권 초반
열혈한 반공주의자였다. 실제로 임기 중 항상 반공 정책을 시행하여, 북베트남 및 남베트남 해방 민족 전선과 싸웠다. 그러나 그의 정권은 남베트남의 여타 정권과 같이 부정부패가 만연하였다. 이에 남베트남군의 규율과 사기는 엉망이었다. 완전한 당나라 군대였다. 미국의 군사력을 과신하여 베트콩의 전위 조직인 해방 전선과 군사 대결을 계속했으나 부정부패와 나태함 등 내부 부조리를 해결하지 못하고 계속 밀리게 된다.
티우 정권이 출현하면서부터 미국은 베트남 전쟁에 본격적으로 개입하기 시작했다. 티우는 집권기간 내내 표현의 자유와 사회주의 찬양, 기타 방송과 언론 작품을 통제하였다. 이러한 정책으로 인해 권위주의적이라는 비판을 받았으나 린든 B. 존슨 대통령 의 지지를 얻은 이래 리처드 M. 닉슨 대통령 때에도 계속 미국 행정부의 지지를 받았다.
1968년 5월에는 방한하기도 했다. 그러나 각지에서 혼란과 각 파벌의 대립, 나태함과 소모성 시위가 연일 계속되었다. 1969년 1월 그는 “월남 정부가 베트콩을 하나의 정부로 인정하다”고 선언한 파리평화회담, 같은 해 5월 베트콩의 10대 평화방안 제시 등 화평 정책을 실시하였다.

### 미국과의 회담
1969년 6월 8일 미국을 방문, 하와이 북서쪽의 미드웨이 섬에서 미드웨이 회담(Midway Talks)을 개최했다. 여기서 그는 닉슨 미국 대통령 을 설득하여 베트콩이 제안한 과도연정 구상을 거부하게 하고 미국의 원조 강화, 베트남 문제의 자율적인 해결 등 몇 가지 원칙을 확인했다. 그러나 닉슨 의 미군의 직접 투입에 따른 피해를 최소화하기 위해 당시 54만 명에 달하던 월남 주둔 미군병력을 단계적으로 철수하기로 결정한 것을 끝내 번복하지 못했다. 회담에서 그는 미군 2만 5,000 명을 감축하고 연말까지 추가 감축을 추진한다는 데 합의했다.
그러나 개전 초기에 1백만이 넘는 병력중 절반 이상이 탈영을 하여 제대로 싸워보지도 못하고 혼란을 계속했다. 그는 미국을 설득하였으나 미국에서는 주월미군 철수 정책을 꾸준히 강행하였고, 그는 이를 막지 못했다. 1971년 선거에서 만장일치로 재선되었다.

### 베트남 패망 전후

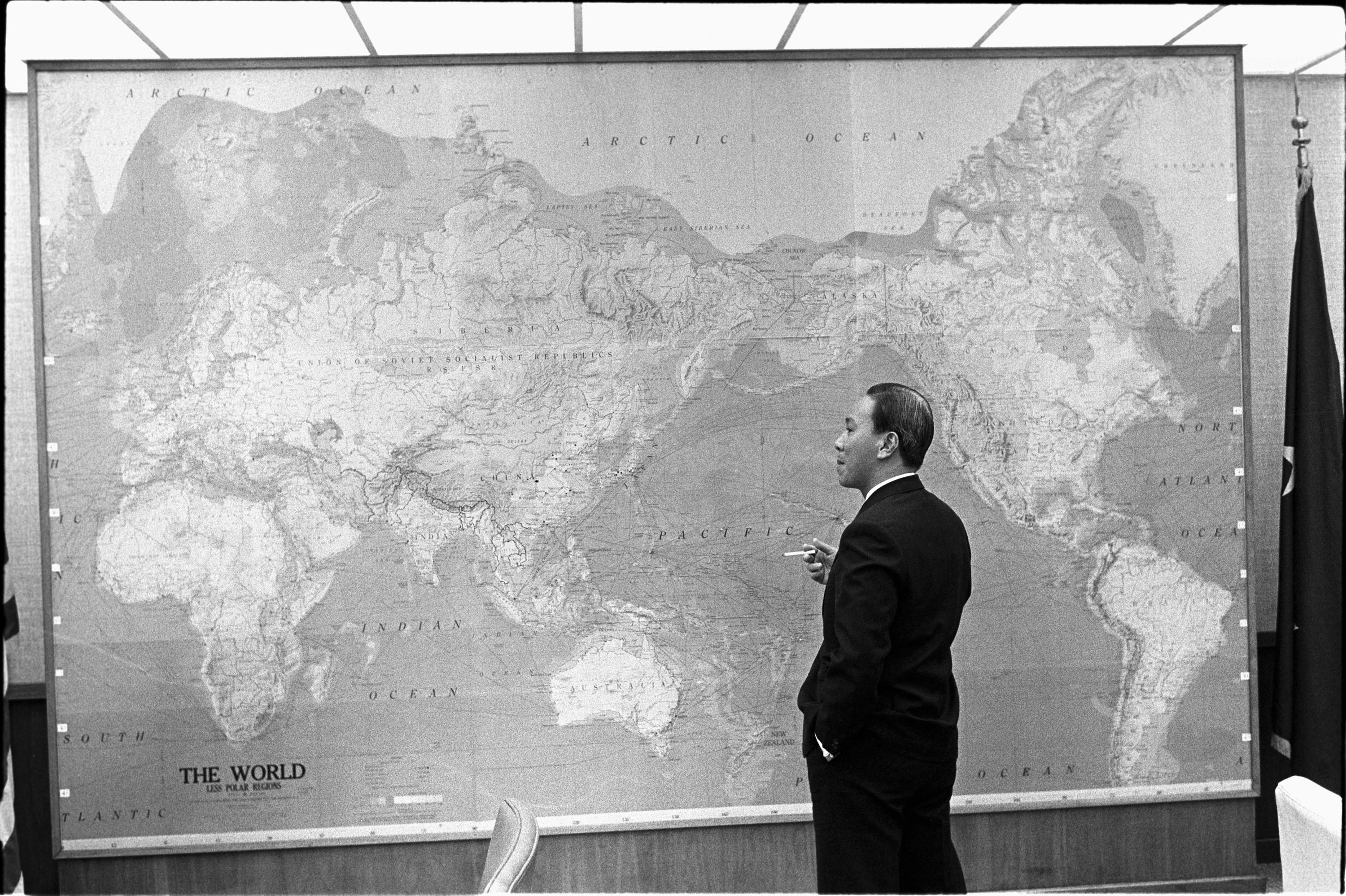
대통령 집권 후반

1973년 평화협정에서 주월미군 철수가 결정되었다. 당시 남베트남 정부와 반공주의 단체에서는 다소 불만을 드러냈으나 그는 협정안을 수락했다. 73년의 평화협정이 조인되어 미군이 철수한 뒤에도 티우는 계속 권력을 강화했다. 그러나 베트남 사회 각지와 여론을 장악한 베트콩은 계속 남베트남의 사회, 시민단체에 침투하여 계속 반 남베트남 정부 여론을 조장한다. 그의 권위주의적인 정책은 반 남베트남 여론을 오히려 강화시키게 된다.
1973년 미군이 철수하고, 북베트남군이 남하를 시작하자, 최종적으로 미국 정부에 군사 원조를 요청하지만 거부되었고, 사이공 함락 직전인 1975년 4월 21일에 총통직을 사임했다. 사이공 함락시 자택으로부터 대량의 금괴를 옮겨 도망쳤다고 하는 일화가 있지만 진상은 불명하다.
1975년초 북베트남 인민군이 남베트남의 북부 국경지역을 장악하자 부대를 철수시켜 수도 사이공을 방어하도록 했으나 남베트남 군이 사이공으로 이동할 때 북베트남 인민군이 비밀리에 따라서 남하함으로써 인민군이 사이공을 포위할 수 있도록 길을 터준 결과가 됐다. 남베트남 내부에 침투한 공산당 인사들은 계속 정부를 공격했고, 사회 분열과 혼란으로 결국 티우는 얼마 버티지 못하고 자신이 사임한다면 전쟁을 외교적으로 해결할 수도 있다는 북베트남측의 설득을 수용한다.